# 550er
Portal Geschichte | Portal Biografien | Aktuelle Ereignisse | Jahreskalender | Tagesartikel

◄ |
5. Jh. |
6. Jahrhundert
| 7. Jh. | ►

◄ |
520er |
530er |
540er |
550er
| 560er | 570er | 580er | ►

550 |
551 |
552 |
553 |
554 |
555 |
556 |
557 |
558 |
559

## Ereignisse

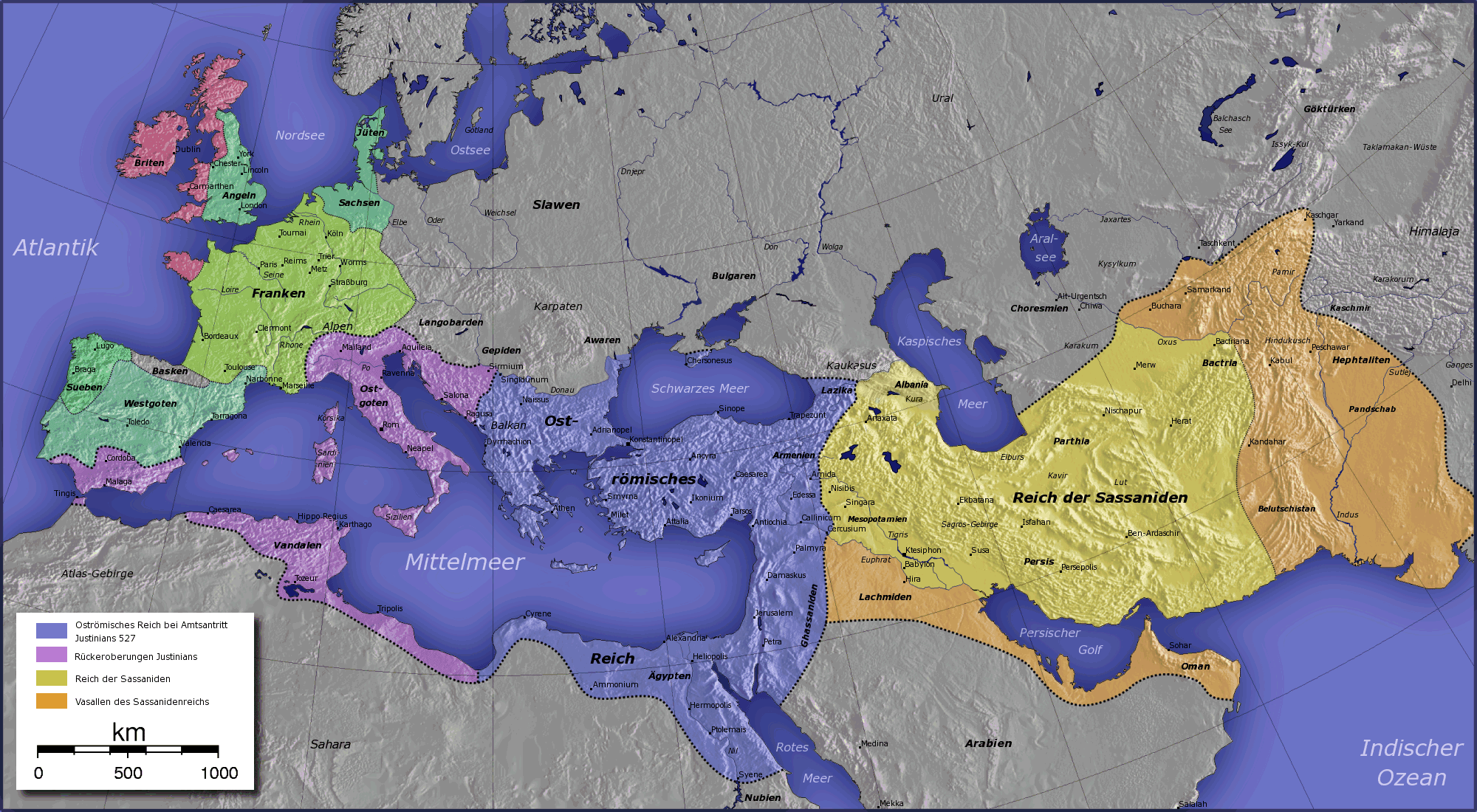
Das Reich Justinians I. nach der Zerschlagung des Ostgotenreiches

- vor 550: Herausbildung des Stammes der Bajuwaren südöstlich von Donau und Lech, die vermutlich zum Teil aus Böhmen einwandern; sie geraten unter die Kontrolle des Frankenreichs.
- um 550: Das Toltekenreich unter einem Priesterkönig entsteht in Mexiko.
- 552: Der oströmische Feldherr Narses kann die Ostgoten in Italien nach langem Krieg entscheidend schlagen. 554 wird das Land administrativ wieder in das Imperium Romanum integriert.
- 553: Zweites Konzil von Konstantinopel (5. Ökumenisches Konzil).
- um 555: Oströmische Mönche schmuggeln Seidenraupen nach Europa, womit erstmals auch hier die Produktion von Seide möglich wird.